# مزرعة جمبري

بحيرة لزراعة الجمبري في كوريا الجنوبية.

مزرعة الجمبري هو نوع من الزراعة المائية يهدف لزراعة الجمبري والقريدس للاستهلاك الأدمي. زراعة الجمبري التجارية بدأت في السبعينات وزاد الإنتاج كثيرا حتى يلبي حاجة الأسواق الأمريكية واليابانية وأوروبا الغربية. وصل إجمالي الإنتاج العالمي من الجمبري المزروع أكثر من 1,6 مليون طن في سنة 2003 والذي يقدر قيمته بحوالي 9000 مليون دولار. ينتج حوالي 75% من الجمبري المزروع في آسيا وبالخصوص في الصين وتايلاند (أكبر دولة مصدرة). تنتج النسبة المتبقية في أمريكا الاتينية حيث تكون البرازيل في الصدارة.
لقد تحولت زراعة الجمبري من عمل تجاري على نطاق صغير تقليدي في جنوب شرق آسيا إلى صناعة عالمية. أدى التقدم التقني إلى زراعة الجمبري بكثافة عالية جدًا في مساحات المزارع بالإضافة إلى شحن مخازن التربية حول العالم.